# Cesare d’Este

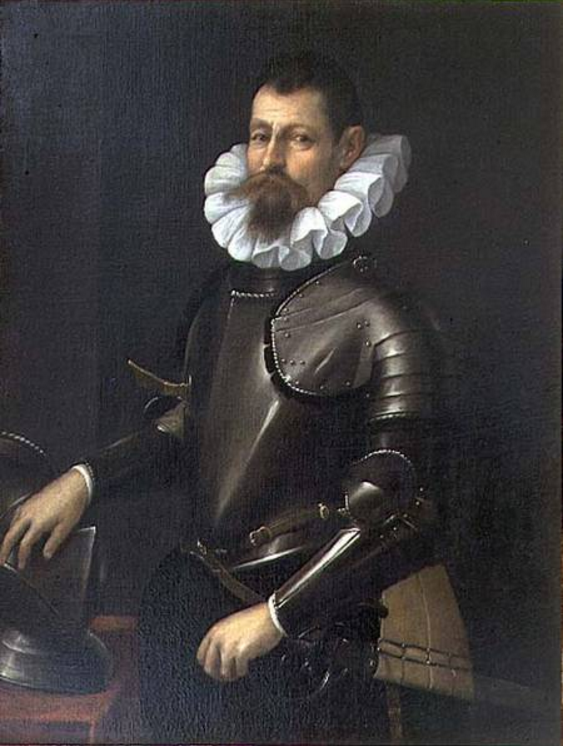
Cesare Aretusi: Porträt des Cesare d’Este (1598), Galleria Estense, Modena

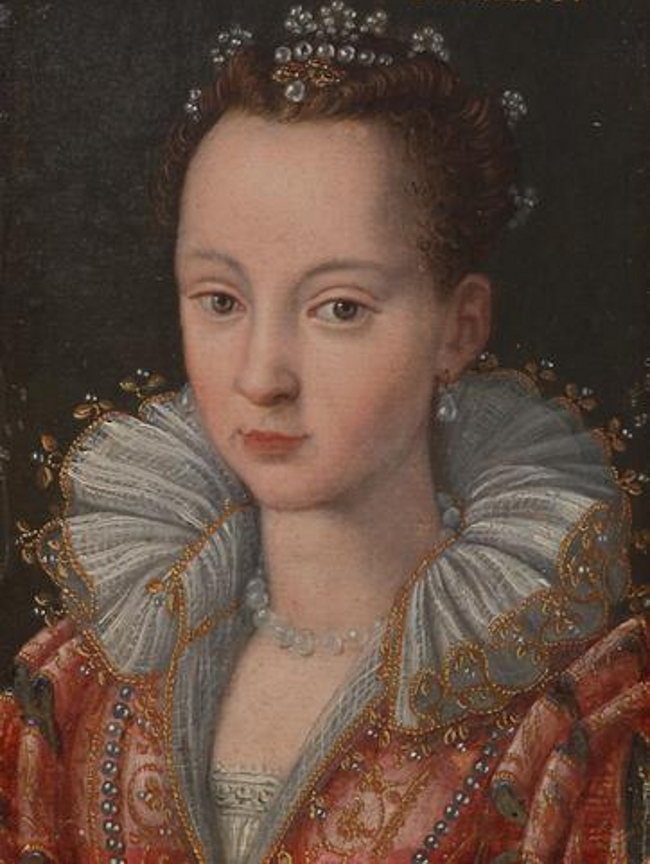
Cesares Ehefrau Virginia de Medici

Cesare d’Este (* 8. Oktober 1552; † 11. Dezember 1628) war ein Sohn Alfonsos d’Este (1527–1587), Markgraf von Montecchio, eines unehelichen Sohnes des Herzogs Alfonso I. d’Este von Ferrara, Modena und Reggio aus dem Hause Este und dessen erster Frau, Giulia Della Rovere (1525–1563), Tochter des Herzogs von Urbino, Francesco Maria I. della Rovere.
Da die (legitime) Hauptlinie mit Alfonso II. d’Este ausgestorben wäre, setzte dieser seinen Vetter Cesare als Erben ein. Als die Regelung beim Tod Alfonsos II. am 27. Oktober 1597 wirksam werden sollte, erkannte Papst Clemens VIII. sie wegen der außerehelichen Geburt Alfonso von Montecchios nicht an, zog Ferrara als 1598 erledigtes Lehen ein und gliederte es dem Kirchenstaat an. In den kaiserlichen Lehen Modena und Reggio konnte Cesare seine Herrschaft antreten.
Cesare heiratete am 6. Februar 1586 Virginia de’ Medici (* 28. Mai 1568; † 15. Januar 1615), Tochter des Großherzogs Cosimo I. der Toskana. Das Paar hatte zehn Kinder:
- Giulia d’Este (1588–1645), Principessa di Modena e Reggio;
- Alfonso III. d’Este (1591–1644), Herzog 1628, ⚭ 1608 Isabella von Savoyen (1591–1626), Tochter des Herzogs Emanuele I.;
- Luigi d’Este (1594–1664), Marquis von Montecchio, Graf von Scandiano, Zwillingsbruder von Laura d'Este;
- Laura d’Este (1594–1630), Principessa di Modena e Reggio, ⚭ Alessandro Pico, Herzog von Mirandola (1567–1637), Zwillingsschwester von Luigi d'Este;
- Caterina d’Este (1595–1618), Principessa di Modena e Reggio;
- Ippolito d’Este (1599–1647), Principe di Modena e Reggio, Ritter des Malteserordens, Kommandeur von Reggio des Gerosolimitano-Ordens;
- Niccolò d’Este (1601–1640), Principe di Modena e Reggio, 1632 Hauptmann der kaiserlichen Armeen ⚭ Sveva, Tochter des Ferdinand von Avalos;
- Borso d’Este (1605–1657), Principe di Modena e Reggio, 1632 Oberst der kaiserlichen Armeen, 1648 Generalleutnant der Armeen des Königs von Frankreich, ⚭ Ippolita d’Este († 1656), seine Nichte;
- Foresto d’Este (1606–1639), Principe di Modena e Reggio, 1632 Hauptmann der Freiwilligenverbände in den kaiserlichen Armeen;
- Angela Caterina d’Este († 1651), Principessa di Modena e Reggio, 1611 Nonne, 1625–1633 Äbtissin des Klosters Santa Chiara di Carpi, 1633 wegen Machtmissbrauchs abgesetzt.[2]